# 罗伯特·沃尔德
罗伯特·M·沃尔德（英語：Robert M. Wald，1947年6月29日—），出生于纽约，美国物理学家，专门从事广义相对论和黑洞热力学的研究。他是数学家和统计学家沃德·亚伯拉罕的儿子。沃尔德3岁时，他的父母死于飞机失事。 沃尔德是研究生教材广义相对论的作者，是费米研究所和芝加哥大学的教授。他教授本科生课程，范围涵盖许多物理学课题，并曾获得芝加哥大学教学奖项。
沃尔德在广义相对论和弯曲时空中的量子场论领域发表了100多篇研究论文，其中许多获得了数百次引用。 他对代数量子场理论的理论框架做出了贡献。1993年，他描述了黑洞的沃尔德熵，沃尔德熵仅仅依赖于黑洞事件视界的面积。

## 著作
- Wald, Robert M.  2nd. Chicago: University of Chicago Press. 1992 [1977]  [20 May 2013]. ISBN 0-226-87029-4. （原始内容存档于2020-10-31）.
- Wald, Robert M. . Chicago: Univ. of Chicago Press. 1984. ISBN 0-226-87033-2.
- Wald, Robert M. . Chicago Lectures in Physics. Chicago: The University of Chicago Press. 1994  [20 May 2013]. ISBN 0-226-87027-8. （原始内容存档于2021-03-03）.
- Wald, Robert M. (编). . Chicago: University of Chicago Press. 1998  [20 May 2013]. ISBN 0-226-87035-9. （原始内容存档于2020-10-31）.